# Manuel de Benavides y Aragón
Manuel de Benavides y Aragón (Palerm, 31 de desembre de 1682 - Madrid, 11 d'octubre de 1748) va ser un noble i polític espanyol, desè comte de Santisteban del Puerto i primer duc del mateix títol, participant del gabinet de govern durant el curt regnat de Lluís I d'Espanya.
Va convertir-se en l'única esperança per a la continuïtat de la família, per la mort dels seus germans Diego y Luis entre 1693 i 1706. Per aquesta raó, Manuel va haver d'abandonar la seva carrera religiosa com a canonge a Toledo, aconseguint una dispensa del Papa per tal de poder casar-se. Poc després es va casar amb Catalina de la Cueva.
El 1724, amb la pujada al tron de Lluís I al tron per l'abdicació de Felip V va ser escollit pel segon per a formar part del consell assessor, presidit pel president del Consell de Castella, Luis de Mirabal y Espínola, que havia d'aconsellar al nou monarca a dur a terme la tasca de govern.
El 20 d'agost de 1739, Felip V li va concedir el títol de duc de Santisteban del Puerto, augmentant el fins llavors comtat.